# Ottertjärnen, Lappland
Ottertjärnen är en sjö i Malå kommun i Lappland och ingår i Skellefteälvens huvudavrinningsområde.